# Andre Nickatina
Andre Nickatina (también conocido como Dre Dog) es un rapero del Fillmore District de San Francisco, California. Después del simultáneo debut de sus primeros dos álbumes de 1998, Nickatina formó su propia compañía discográfica, Fillmoe Coleman Records. Desde entonces, ha producido 9 álbumes y un cortometraje.
En 2005, Nickatina recibió el premio “Bay Area Rap Scene Award” por el artista underground del año.

## Discografía
- The New Jim Jones, 1993
- I Hate You With a Passion, 1995
- Raven in My Eyes, 1998
- Cocaine Raps, 1998
- Tears of a Clown, 1999
- Daiquiri Factory Cocaine Raps, Volume 2, 2000
- These R the Tales, 2000
- Midnight Machine Gun Rhymes and Alibis, 2002
- Hell's Kitchen, 2002
- Conversation with a Devil, 2003
- Bullets, Blunts in ah Big Bankroll, 2004
- The Gift, 2005
- Horns and Halos, 2005
- Gun-Mouth 4 Hire Horns and Halos #2, 2005
- Booty Star, 2007

- Datos: Q3303558
- Multimedia: Andre Nickatina / Q3303558